# 프로티아
프로티아(Protia Inc.)는 대한민국의  체외진단 의료기기 기업이다. 알레르기 진단 키트 등을 개발 판매한다.주요 제품군은 알레르기 항원 검사, 지연성 알레르기 항원 검사(식품 불내성 검사), 자가면역 검사, 항생제 감수성 검사 등이며, 인간뿐만 아니라 동물(반려동물·말 등)에 대한 알레르기 진단 제품도 포함한다. 본사는 서울 강서구 양천로 401, A동 702호 (가양동,강서한강자이타워)이고 대표이사는 임국진이다.

## 역사
2023년 프로테옴텍에서 현재의 사명으로 변경하였다. 2023년 코스닥 시장에 상장하였다.

## 기술
프로티아는 라인 블롯(line blot) 기술을 기반으로 한 알레르기 진단 방식을 사용하며, 이는 도트 블롯(dot blot) 방식보다 높은 정밀도를 제공하는 것으로 알려져 있다. 또한 성분항원(component-resolved diagnostics, CRD)을 탐지할 수 있어, 특정 알레르겐 단위의 정밀한 진단을 가능하게 한다.

## 같이 보기
- 씨젠
- 아이센스
- 바디텍메드
- 나노엔텍
- 수젠텍

## 참고문헌
1. ↑  한유건, KB IPO Brief- 프로테옴텍, 2023년 5월 31일
2. ↑  박선영, 한국IR협의회 기업리서치센터 기업분석보고서 - 프로테옴텍 2023년 6월 5일
3. ↑  프로테옴텍, 실적 개선의지 피력 “코스닥시장 상장 카운트다운”, 메디포 뉴스, 2023-06-15
4. ↑  정홍식, 이베스트투자증권 기업분석 보고서 - 프로테옴텍, 2022년 11월 10일
5. ↑  프로테옴텍, '프로티아'로 상호 변경…"글로벌 시장 공략", 히트 뉴스, 2023.11.03
6. ↑  프로테옴텍, 코스닥 입성...“글로벌 체외 진단시장 선도”, 제약뉴스, 2023.05.31
7. ↑  “[ANDA 포커스] 프로티아 '알레르기 진단' 제품 상용화..."중남미 진출 협의 중"”. 2025년08월07일.